# Elkeson
Ai Kesen (艾克森), nascido Elkeson de Oliveira Cardoso (Coelho Neto, 13 de julho de 1989), é um futebolista brasileiro naturalizado chinês, que atua como centroavante. Atualmente joga pelo CD Rongcheng.
Elkeson é o maior artilheiro da história da Superliga Chinesa com 103 gols marcados, posto assumido em 11 de agosto de 2019.

## Carreira

### Vitória
Mudou-se para Marabá aos 10 anos para jogar em escolinhas de futebol locais, e logo chamou atenção, fazendo com que, ainda cedo, aos 14 anos, fosse levado ao Vitória. Porém, seu empresário falsificou seus documentos para que parecesse mais jovem, caso que repercutiu nacionalmente mas que foi normalizado rapidamente pelos dirigentes do clube baiano.
Nas categorias de base do rubro-negro, sempre se destacou por sua inteligência, força e um chute fortíssimo, o que acabou por, mais uma vez, despertar as atenções de dirigentes de outros clubes. Em 2008, com apenas 17 anos, teve 50% do seu passe vendido ao Benfica, de Portugal, fato que criou expectativas aos torcedores e dirigentes do clube português, já que um dos ídolos da equipe na altura, David Luiz, também começou no Vitória e os dois jogadores tem o mesmo empresário. Diversas entrevistas foram feitas com o garoto que, demonstrando humildade e lucidez, afirmou que "cada coisa no seu tempo".
| “ | Agora estou no Vitória e só penso no Vitória. Tenho consciência que só irei para o Benfica se conseguir me destacar aqui. O meu empresário, Giuliano Bertolucci, deixou-me isso bem claro. Tenho vontade de brilhar na Europa, mas antes eu tenho que brilhar aqui no Vitória, que foi o clube que me revelou. | ” |

Estreou nos profissionais na goleada por 7 a 0 sobre o Poções, em partida válida pelo Campeonato Baiano de 2009, marcando seu primeiro gol só no Campeonato Brasileiro, em outra goleada, dessa vez por 4 a 1 sobre o Santo André. Permaneceu na reserva durante o restante do ano, jogando apenas 12 jogos no certame nacional.
Já em 2010, Ai Kesen ganhou a titularidade no decorrer do Campeonato Baiano, competição em que se sagrou campeão, marcando inclusive um gol na final do torneio. Foi ainda titular ainda da campanha da equipe no vicecampeonato da Copa do Brasil. No Brasileirão, logo na segunda rodada, salvou o time de uma derrota em casa para o Flamengo, marcando um gol de falta aos 40 minutos do segundo tempo. Voltou a marcar no triunfo por 3 a 2 sobre o São Paulo, na 9.ª rodada. Em setembro, fez dois gols em dois jogos, na derrota sofrida para o Atlético Goianiense e no empate em 1 a 1 com o Palmeiras. Apenas mais dois gols e suas 8 assistências (o 10.º no ranking de maiores "garçons")[carece de fontes?] ao longo do certame não ajudaram o rubro-negro baiano a se salvar do rebaixamento.
Em 2011, alternando entre titular e reserva, marcou seu primeiro hat-trick da carreira, na vitória por 3 a 1 sobre o Colo Colo, no dia 13 de março. Fez 7 gols no certame estadual, insuficientes para levar o título ao clube, que sucumbiu diante do Bahia de Feira na final do torneio, tendo Ai Kesen feito um gol na partida de ida do confronto.

### Botafogo
Em 25 de maio de 2011, após uma longa negociação, que envolveu interesse de clubes como Atlético Mineiro, Fluminense, Palmeiras e Santos, foi oficializada sua contratação por parte do Botafogo, por cerca de 5,1 milhões de reais mais um jogador cedido ao clube baiano, Rodrigo Mancha. Ai Kesen assinou um contrato com duração de quatro anos com o clube, que adquiriu o total dos direitos econômicos do jogador, antes divididos entre Vitória e Benfica.
Após uma boa estreia contra o Santos, começou de maneira impressionante sua passagem pelo Botafogo, marcando três gols nos seus primeiros cinco jogos, nos triunfos sobre Coritiba por 3 a 1 e Grêmio por 2 a 1, e no empate em 2 a 2 com o Ceará, além de ter dado duas assistências. Em 10 de julho, jogando contra o Bahia, arquirrival do seu ex-clube, Ai Kesen marcou mais um belo gol de falta e o dedicou à torcida do Vitória. Continuou sendo o principal jogador do elenco alvinegro no restante do primeiro turno, totalizando oito gols e quatro assistências. Junto à equipe, caiu de rendimento no decorrer do certame, e o Fogo não conseguiu sequer uma vaga na Libertadores. Ai Kesen terminou como o segundo maior garçom do campeonato.[carece de fontes?]
Em 2012, com um começo mediano no Campeonato Carioca, o meia marcou seus primeiros (dois) gols contra o Olaria, em triunfo por 5 a 0. Já no dia 23 de fevereiro, pelas semifinais da Taça Guanabara, fez o único gol do empate em 1 a 1 com o Fluminense, resultado que levou a partida para a decisão por pênaltis, tendo o Bota perdido por 4 a 3. Voltou a marcar contra o tricolor carioca na Taça Rio, num novo empate em 1 a 1.
No dia 2 de maio, enfrentou seu clube revelador pela primeira vez, em partida válida pelas oitavas-de-final da Copa do Brasil. No jogo de ida, Elkeson marcou o primeiro gol do empate em 1 a 1, não comemorando em respeito ao seu ex-time. Deixou o seu também no jogo de volta, não evitando a virada rubro-negra e consequente eliminação do Fogo. Voltou a marcar apenas dois meses depois, já no Brasileirão, contra, novamente, o Bahia, e duas vezes diante do Corinthians, em vitórias por 3 a 0 e 3 a 1.
Com as saídas de Sebastián Abreu e Germán Herrera, Ai Kesen passou a ser escalado de centroavante, posição na qual jamais havia atuado. Mesmo marcando irregularmente, se tornou o artilheiro do time e um dos maiores goleadores do campeonato, com 11 gols 31 partidas (23 como titular) até a 34.ª rodada.

### Guangzhou Evergrande
No dia 29 de novembro de 2012, o Botafogo acertou a venda de Ai Kesen ao Guangzhou Evergrande, do futebol chinês, por cerca de seis milhões de euros (16,5 milhões de reais). Poucos dias depois, o negócio foi cancelado pelo Botafogo não aceitar as condições de pagamento. Em 11 de dezembro, contudo, após idas e vindas, o jogador acabou definitivamente acertando com os chineses. A negociação acabou sendo mantida sob os mesmos valores, com o Fogão lucrando os já acordados 35% da venda do atleta. Ai Kesen se apresentou à nova equipe no dia 4 de janeiro, em um contrato válido até 2015.
Estreou no Campeonato Chinês no dia 8 de março, marcando dois gols e dando uma assistência na goleada por 5 a 1 sobre o Shanghai Shenxin. Se superou e marcou um hat-trick logo na segunda rodada, num 3 a 0 sobre o Jiangsu Sainty. Chegou à marca de 10 gols em cinco partidas ao selar outro hat-trick, dessa vez contra o Changchun Yatai, no dia 20 de abril, em goleada por 6 a 1. Com seu time campeão, Ai Kesen se sagrou artilheiro do certame, com 24 gols em 28 partidas, uma das maiores médias da história do Campeonato Chinês.
Na Liga dos Campeões da AFC, Ai Kesen apenas jogou na fase mata-mata do torneio, marcando seis gols em seis partidas, incluindo um em cada jogo da final e o gol do título, ajudando o Evergrande a se sagrar campeão continental pela primeira vez em sua história, apenas o segundo clube chinês a alcançar essa honraria. O brasileiro terminou a temporada com 30 gols e 11 assistências em 35 partidas.
Na temporada de 2014, consagrou-se pela segunda vez seguida o artilheiro da Super Liga Chinesa com 28 gols em 28 partidas, um recorde na história do campeonato. Além da artilharia isolada, conseguiu o bicampeonato nacional.

### Shanghai SIPG
No dia 21 de janeiro de 2016, o Guangzhou Evergrande acertou a venda de Ai Kesen para o Shanghai SIPG por cerca de € 18,5 milhões (R$ 83,2 milhões). A transferência foi a mais cara do futebol chinês na época. O atacante brasileiro assinou contrato válido por quatro temporadas e logo no primeiro ano, Ai Kesen foi vice artilheiro com 14 gols, atrás do companheiro Wu Lei com 21 gols.
Ai Kesen fez parte do crescimento do Shanghai SIPG, equipe profissionalizada em 2005 e que estreou na Super Liga da China em 2013. Desde 2016 a equipe de Xangai disputa anualmente a Champions League da Ásia e é uma das postulantes ao título chinês. Em 2018, o Shanghai SIPG venceu a Super Liga da China pela primeira vez em sua história.

### Volta ao Guangzhou Evergrande
No dia 9 de julho de 2019, o Guangzhou Evergrande anunciou o retorno de Ai Kesen pelo valor de € 5,8 milhões.
Em 13 de dezembro de 2021, o jogador assinou sua rescisão contratual com o clube.

### Grêmio
Em 12 de abril de 2022, foi anunciado pelo Grêmio com contrato até o fim da temporada.

## Seleção Nacional
Seleção Brasileira
Devido à boa fase vivida no Botafogo, foi convocado pelo treinador Mano Menezes no dia 22 de setembro para a disputa do segundo jogo do Superclássico das Américas de 2011, contra a Argentina. A Seleção Brasileira venceu por 2 a 0 e conquistou o título do torneio, mas Elkeson permaneceu no banco de reservas durante todo o jogo.
Seleção Chinesa
Em agosto de 2019, Ai Kesen apareceu pela primeira vez numa lista de convocados para a Seleção Chinesa. O jogador fez a sua estreia pelas Eliminatórias Asiáticas para a Copa do Mundo de 2022 na vitória por 5x0 sobre as Ilhas Maldivas marcando duas vezes.
Elkeson tornou-se o segundo jogador naturalizado a defender a Seleção Chinesa, já que o meia inglês Nico Yennaris (hoje Li Ke) vestiu a camisa vermelha no mês de junho.

## Estatísticas
Atualizado até 30 de outubro de 2016.
| Clube                | Ano               | Campeonato nacional | Campeonato nacional | Campeonato nacional | Copa nacional | Copa nacional | Copa nacional | Campeonato estadual[a] | Campeonato estadual[a] | Campeonato estadual[a] | Competições continentais[b] | Competições continentais[b] | Competições continentais[b] | Outras competições[c] | Outras competições[c] | Outras competições[c] | Total | Total | Total | Total |
| Clube                | Ano               | Jogos               | Gols                | Ass.                | Jogos         | Gols          | Ass.          | Jogos                  | Gols                   | Ass.                   | Jogos                       | Gols                        | Ass.                        | Jogos                 | Gols                  | Ass.                  | Jogos | Gols  | Ass.  |       |
| -------------------- | ----------------- | ------------------- | ------------------- | ------------------- | ------------- | ------------- | ------------- | ---------------------- | ---------------------- | ---------------------- | --------------------------- | --------------------------- | --------------------------- | --------------------- | --------------------- | --------------------- | ----- | ----- | ----- | ----- |
| Vitória              |                   |                     |                     |                     |               |               |               |                        |                        |                        |                             |                             |                             |                       |                       |                       |       |       |       |       |
| 2009                 | 12                | 1                   | 0                   | 0                   | 0             | 0             | 2             | 0                      | 0                      | 1                      | 1                           | 0                           | –                           | –                     | –                     | 15                    | 2     | 0     |       |       |
| 2010                 | 34                | 6                   | 8                   | 10                  | 1             | 2             | 13            | 2                      | 5                      | 2                      | 0                           | 0                           | 4                           | 0                     | 0                     | 63                    | 9     | 15    |       |       |
| 2011                 | 1                 | 0                   | 0                   | 2                   | 0             | 0             | 18            | 7                      | 1                      | 0                      | 0                           | 0                           | –                           | –                     | –                     | 21                    | 7     | 1     |       |       |
| Total                | 47                | 7                   | 8                   | 12                  | 1             | 2             | 33            | 9                      | 6                      | 3                      | 1                           | 0                           | 4                           | 0                     | 0                     | 99                    | 18    | 16    |       |       |
| Botafogo             |                   |                     |                     |                     |               |               |               |                        |                        |                        |                             |                             |                             |                       |                       |                       |       |       |       |       |
| 2011                 | 35                | 8                   | 10                  | 0                   | 0             | 0             | 0             | 0                      | 0                      | 3                      | 0                           | 1                           | –                           | –                     | –                     | 38                    | 8     | 11    |       |       |
| 2012                 | 31                | 11                  | 1                   | 5                   | 2             | 0             | 16            | 5                      | 5                      | 2                      | 0                           | 0                           | –                           | –                     | –                     | 54                    | 18    | 6     |       |       |
| Total                | 66                | 19                  | 11                  | 5                   | 2             | 0             | 16            | 5                      | 5                      | 5                      | 0                           | 1                           | –                           | –                     | –                     | 92                    | 26    | 17    |       |       |
| Guangzhou Evergrande |                   |                     |                     |                     |               |               |               |                        |                        |                        |                             |                             |                             |                       |                       |                       |       |       |       |       |
| 2013                 | 28                | 24                  | 10                  | 3                   | 1             | 2             | –             | –                      | –                      | 6                      | 6                           | 1                           | 4                           | 1                     | 0                     | 41                    | 32    | 13    |       |       |
| 2014                 | 28                | 28                  | 5                   | 1                   | 0             | 0             | –             | –                      | –                      | 10                     | 6                           | 0                           | 0                           | 0                     | 0                     | 39                    | 34    | 5     |       |       |
| 2015                 | 16                | 7                   | 4                   | 0                   | 0             | 0             | –             | –                      | –                      | 11                     | 3                           | 2                           | 2                           | 0                     | 0                     | 29                    | 10    | 6     |       |       |
| Total                | 72                | 59                  | 19                  | 4                   | 1             | 2             | –             | –                      | –                      | 27                     | 15                          | 3                           | 6                           | 1                     | 0                     | 109                   | 76    | 24    |       |       |
| Shanghai SIPG        | 2016              | 26                  | 10                  | 12                  | 1             | 0             | 0             | –                      | –                      | –                      | 9                           | 4                           | 1                           | 0                     | 0                     | 0                     | 36    | 14    | 12    |       |
| Shanghai SIPG        | Total             | 26                  | 10                  | 12                  | 1             | 0             | 0             | –                      | –                      | –                      | 9                           | 4                           | 1                           | 0                     | 0                     | 0                     | 36    | 14    | 12    |       |
| Total na carreira    | Total na carreira | 211                 | 95                  | 50                  | 22            | 4             | 4             | 49                     | 14                     | 11                     | 44                          | 20                          | 5                           | 10                    | 1                     | 0                     | 336   | 134   | 70    |       |

- a. ^ Incluindo jogos, gols e assistências pelo Campeonato Baiano e Campeonato Carioca.
- b. ^ Incluindo jogos, gols e assistências pela Copa Sul-Americana e pela Liga dos Campeões da AFC.
- c. ^ Incluindo jogos, gols e assistências pela Copa do Nordeste, Supercopa da China e Copa do Mundo de Clubes da FIFA.

## Títulos
Vitória
- Campeonato Baiano: 2009, 2010
- Copa do Nordeste: 2010

Botafogo
- Taça Rio: 2012

Guangzhou Evergrande
- Super Liga Chinesa: 2013, 2014, 2015,2019
- Liga dos Campeões da AFC: 2013, 2015

Shanghai SIPG
- Super Liga Chinesa: 2018
- Supercopa da China: 2019

Grêmio
- Recopa Gaúcha: 2022

Seleção Brasileira
- Superclássico das Américas: 2011

## Prêmios individuais
- Futebolista do Ano na China: 2014
- Time dos sonhos da Liga dos Campeões da AFC: 2013, 2014, 2015
- Time dos sonhos da Super Liga Chinesa: 2013, 2014
- Chuteira de Ouro da Super Liga Chinesa: 2013, 2014
- Jogador Mais Valioso (MVP) da Super Liga Chinesa: 2014

## Artilharias
- Super Liga Chinesa: 2013 (24 gols), 2014 (28 gols)